# كيرت سوان
كيرت سوان (بالإنجليزية: Curt Swan)‏ مواليد 17 فبراير 1920 - الوفاة 17 يونيو 1996، كان فنان كتب قصص مصورة أمريكي. كان يعمل غالبا على شخصية سوبرمان خلال العصر الفضي للقصص المصورة. أنتج المئات من الأغلفة والقصص من عقد 1950 إلى عقد 1980. فاز بجائزة إنكبوت.

## روابط خارجية
- كيرت سوان على موقع IMDb (الإنجليزية)
- كيرت سوان على موقع قاعدة بيانات الفيلم (الإنجليزية)